# Hongqi (revista)
Hongqi («Bandera Roja») (en idioma chino: 红旗; en pinyin: Hóngqí) fue una revista de teoría política publicada por el Partido Comunista de China desde el 1 de junio de 1958 en Pequín y dejó de publicarse en junio del año 1988. La revista formó una parte importante en la propaganda oficial. Fue uno de los «dos diarios y una revista» en circulación oficial en el país durante las décadas de 1960 y 1970. Los diarios eran: el Renmin Ribao (Diario del Pueblo) y el Guangming Daily.

## Historia y perfil
El rotativo empezó a publicarse en 1958, durante el Gran Salto Adelante. Fue la revista sucesora de otra, Xuexi («Estudio»), y su nombre fue designado por Mao Zedong. Chen Boda fue el editor, el cual sirvió como medio de comunicación crucial durante la Revolución Cultural. El año 1966 Pol Pot formó una revista similar con el mismo nombre en Camboya en idioma jemer: Tung Krahom.
Durante la década de 1960 la publicación se acabó temporalmente, pero fue retomada en 1968. La frecuencia de la revista fue mensual entre su inicio en 1958 hasta el año 1979. En cambio, entre 1980 y 1988 se publicó de forma bimensual. Durante su existencia cubrió los argumentos teóricos apoyados por el partido. En mayo de 1988, oficiales chinos anunciaron que la revista se acabaría cerrando. Finalmente, dejó de publicarse en junio de 1988, y fue sucedida por otra revista Qiushi («Buscando la Verdad»).

## Líderes de la revista

### Consejo editorial
El primer consejo editorial se formó en el año 1958, con 36 miembros, de los cuales 24 pertenecían al Liderazgo del Comité del Proyecto, con Chen Boda como redactor-jefe. En marzo de 1968, el establecimiento del grupo de los miembros de la Crítica Académica, de hecho desintegraron el anterior consejo editorial. En junio de 1969 la mayor parte del personal de la revista fue descentralizada con un equipo temporal, dejando a doce personas encargadas del trabajo editorial, en septiembre de 1970 Chen Boda fue despedido y Yao Wenyuan fue el responsable de la revista y la organización del equipo editorial temporal.

## Editores
- Chen Boda (junio de 1958 --septiembre de 1970)
- Yao Wenyuan (agosto de 1968 --octubre de 1976 octubre) (encargado)
- Wang Shu (enero de 1977 -- mayo de 1978 mayo)
- Fu Yung (mayo de 1978 - 17 de agosto de 1987)
- Su Xing ( 17 de agosto de 1987 - 1988